# L'ultima preda (romanzo)
L'ultima preda (A Time to Die) è un romanzo d'avventura di Wilbur Smith del 1989.

## Trama
Siamo nel 1987. Sean Courteney, figlio di Sasha Courtney e Tara Malcomess e pronipote dell'omonimo Sean Courtney protagonista de "Il destino del leone", è scappato dal Sudafrica per evitare l'arresto dopo una serie di piccoli reati; dopo aver militato nel corpo antiguerriglia degli Scout di Ballantyne, si è messo a fare il cacciatore di professione e organizza safari per ricchi in una riserva nello Zimbabwe, ai confini con il Mozambico. 
Accompagnato dal fedelissimo Matatu, sua guida ndorobo, Sean si trova nella valle dello Zambesi con Riccardo Monterro, multimilionario americano di origine italiana, e sua figlia, la bellissima Claudia. La ragazza sa che quello sarà per il padre l'ultimo safari, essendo Riccardo minato da un male incurabile, e soltanto per questo motivo lei - da sempre in prima linea nelle battaglie per la salvaguardia della natura - lo ha accompagnato in quella caccia. Inseguendo Tukutela, il gigantesco elefante che nel romanzo assurge a simbolo di un'Africa sul punto di scomparire per sempre, il gruppetto sconfina in Mozambico, dove è in corso una sanguinosa guerra fratricida tra gli eserciti del Frelimo e del Renamo. Presi tra i due fuochi degli opposti eserciti, ben presto i cacciatori si trasformeranno in prede, e ciò varrà soprattutto per Sean, che la sorte oppone a un nemico uscito dalle brume del suo avventuroso e burrascoso passato. 
Sarà una lotta all'ultimo sangue, per salvaguardare la propria vita ma anche per difendere legami d'amicizia radicati nel profondo delle anime; una lotta in cui i protagonisti se la dovranno vedere con il diabolico generale Cina e dove all'odio razziale e alla bestialità della guerra si opporrà il potere salvifico dell'amore.

## Edizioni
- Wilbur Smith, L'ultima preda, traduzione di Carlo Brera, collana TEA, Longanesi, 1989,  p. 516, ISBN 88-7819-295-3.

- Wilbur Smith, L'ultima preda, traduzione di Carlo Brera, La Gaja scienza, Longanesi, 1989,  p. 528, ISBN 9788830409019.

- Wilbur Smith, L'ultima preda, traduzione di Carlo Brera, Teadue, TEA, 1992,  p. 516, ISBN 9788878192959.

- Wilbur Smith, L'ultima preda, traduzione di Carlo Braschi, Best TEA, TEA, 2016,  p. 516, ISBN 9788850243136.

- Wilbur Smith, L'ultima preda, traduzione di Carlo Braschi, Best TEA Big, TEA, 2018,  p. 440, ISBN 9788850251179.

- Wilbur Smith, L'ultima preda, traduzione di Isabella Polli, HarperCollins, 28 gennaio 2021,  p. 720, ISBN 9788869058233.